# I cani di Riga
I cani di Riga (titolo originale Hundarna i Riga) è un romanzo giallo dello scrittore svedese Henning Mankell pubblicato in Svezia nel 1992.
È la seconda storia della saga dell'ispettore di polizia Kurt Wallander. Il romanzo è ambientato principalmente a Ystad, in Svezia, e a Riga, capitale della Lettonia. I fatti si svolgono nella prima parte del 1991, dopo la dichiarazione di indipendenza della Lettonia dall'Unione Sovietica del 1990 
ma prima del riconoscimento internazionale del nuovo stato avvenuto nell'estate del 1991.
La prima edizione italiana del romanzo è stata pubblicata nell'anno 2002 da Marsilio.

## Trama
Nel febbraio del 1991 un canotto con i corpi di due uomini viene ritrovato sulle coste della Svezia meridionale. 
Sotto gli eleganti vestiti, i due cadaveri mostrano ferite da arma da fuoco che fanno pensare ad un'esecuzione. 
Dalla dentatura appare subito evidente che non si tratta di svedesi, ma piuttosto di persone cresciute oltre la cortina di ferro, probabilmente provenienti dalla sponda opposta del mar Baltico.
Vista la possibile rilevanza internazionale del caso, da Stoccolma vengono inviati ad Ystad due poliziotti di supporto alla locale squadra investigativa,
e una funzionaria del Ministero degli Esteri incaricata di gestire i delicati contatti con le polizie nazionali delle singole repubbliche baltiche, 
che, pur essendosi dichiarate indipendenti nei mesi precedenti, ufficialmente fanno ancora parte dell'Unione Sovietica. 
Una volta individuata l'identità dei due cadaveri, criminali noti alla polizia lettone, Wallander e colleghi riceveranno la visita del maggiore Karlis Liepa, inviato dal paese baltico per collaborare alle indagini. Successivamente sarà Wallander ad essere chiamato a Riga dai superiori del maggiore Liepa. In Lettonia il detective svedese si troverà invischiato in un intreccio di avvenimenti che hanno sullo sfondo l'instabile scenario politico 
determinato dalla dissoluzione dell'Unione Sovietica.

## Personaggi
- Kurt Wallander
- Il padre di Kurt
- Martinsson, investigatore della polizia di Ystad
- Norén, investigatore della polizia di Ystad
- Peters, investigatore della polizia di Ystad
- Svedberg, investigatore della polizia di Ystad
- Björk, capo del distretto di polizia di Ystad
- Birgitta Törn, funzionaria del Ministero degli Esteri svedese
- Sture Rönnlund, poliziotto della sezione narcotici di Stoccolma
- Bertil Lovén, poliziotto della sezione criminale di Stoccolma
- Karlis Liepa, maggiore della polizia lettone
- Baiba Liepa, moglie di Karlis Liepa
- Murniers, colonnello della polizia lettone
- Putnis, colonnello della polizia lettone
- Zids, sergente della polizia lettone

## Adattamenti
Il primo adattamento del romanzo è stato il film per la televisione Hundarna i Riga, diretto da Per Berglund, trasmesso in Svezia alla fine del 1995.
Rolf Lassgård è l'attore che interpreta Kurt Wallander in questa produzione, così come negli altri adattamenti dei primi nove romanzi della serie, realizzati dalla televisione svedese tra il 1995 e il 2007.
Un nuovo adattamento è stato realizzato per la terza stagione della serie televisiva Il commissario Wallander della BBC: l'episodio intitolato The Dogs of Riga è andato in onda nell'estate del 2012 nel Regno Unito.
Nella serie britannica è Kenneth Branagh a vestire i panni del protagonista.

## Edizioni
- Henning Mankell, I cani di Riga, traduzione di Giorgio Puleo, Marsilio, 2002. ISBN 88-317-7209-0.
- Henning Mankell, I cani di Riga, traduzione di Giorgio Puleo, RL Libri, 2004. ISBN 88-462-0351-8.
- Henning Mankell, I cani di Riga, traduzione di Giorgio Puleo, Marsilio, 2006. ISBN 88-317-8954-6.
- Henning Mankell, I cani di Riga, traduzione di Giorgio Puleo, Marsilio, 2007. ISBN 978-88-317-9306-3.
- Henning Mankell, I cani di Riga, traduzione di Giorgio Puleo, Marsilio, 2010. ISBN 978-88-317-0640-7.
- Henning Mankell, I cani di Riga, traduzione di Giorgio Puleo, Marsilio, 2012. ISBN 978-88-317-1326-9.
- Henning Mankell, I cani di Riga, traduzione di Giorgio Puleo, Universale Economica Feltrinelli, 2018. ISBN 978-88-317-1277-4.